# بوارج (زحلة)
بوارج  هي إحدى القرى اللبنانية من قرى قضاء زحلة في محافظة البقاع.
تقع بوارج في قضاء زحلة أحد أقضية محافظةالبقاع هذه المحافظة هي واحدة من ثمان محافظات يتشكل منها لبنان الإداري. عدد محافظات لبنان ارتفع من 6 إلى 8 في شهر تموز 2003 بعد تأسيس محافظتين جديدتين. الأولى هي محافظة بعلبك الهرمل ( بموجب المرسوم 522 تاريخ 16 تموز 2003) والثانية هي محافظة عكار. قبل تموز 2003 آان قضاء عكار يتبع محافظة لبنان الشمالي وقضاءي بعلبك الهرمل آانا جزءا من محافظة البقاع.
تبعد بوارج 41 كلم (25.4774 ميل) عن بيروت عاصمة لبنان. ترتفع 1310 م (4298.11 قدم - 1432.616 ياردة) عن سطح البحر وتمتد على مساحة 347 هكتاراً (3.47 كلم²- 1.33942 ميل²).